# Sunset Boulevard (musical)
Sunset Boulevard is een musical van Andrew Lloyd Webber gebaseerd op de gelijknamige film van Billy Wilder uit 1950. Deze film werd 13 keer genomineerd voor de Oscars en won er drie (Beste Muziek, Beste Art Direction en Beste Script).

## Verhaal
Het verhaal speelt zich af in Hollywood, de jaren 50, waarin Norma Desmond, ooit een van Hollywoods grootste sterren in de 'stomme film', werkt aan haar comeback. Sinds er films met geluid worden gemaakt krijgt ze geen rollen meer. De jonge scriptschrijver Joe Gillis moet haar hierbij helpen, alleen wordt Norma verliefd op hem.

## Buitenlandse producties en prijzen
De musical Sunset Boulevard is sinds de première in 1993 in Londen ook opgevoerd in Los Angeles, en bekroond met negen Drama League Awards. Hij stond bijna drie jaar Broadway en werd daar bekroond met zeven Tony Awards en twee Outer Critics Circle Awards.

## Originele Cast - Sydmonton Festival/West End/Los Angeles/Broadway
| Character         | Sydmonton Festival (1991) | Sydmonton Festival (1992) | West End/Londen (1993) | Los Angeles (1993) | Broadway (1994) | BBC Radio 2 Concert (2004) | West End (2008)    | West End (2016) | Broadway (2017)     |
| ----------------- | ------------------------- | ------------------------- | ---------------------- | ------------------ | --------------- | -------------------------- | ------------------ | --------------- | ------------------- |
| Norma Desmond     | Ria Jones                 | Patti LuPone              | Patti LuPone           | Glenn Close        | Glenn Close     | Petula Clark               | Kathryn Evans      | Glenn Close     | Glenn Close         |
| Joe Gillis        | Michael Ball              | Kevin Anderson            | Kevin Anderson         | Alan Campbell      | Alan Campbell   | Michael Ball               | Ben Goddard        | Michael Xavier  | Michael Xavier      |
| Betty Schaefer    | Frances Ruffelle          | LuAnn Arouson             | Meredith Braun         | Judy Kuhn          | Alice Ripley    | Emma Williams              | Laura Pitt-Pulford | Siobhan Dillon  | Siobhan Dillon      |
| Max von Mayerling | Kevin Colson              | Daniel Benzali            | Daniel Benzali         | George Hearn       | George Hearn    | Michael Bauer              | Dave Willetts      | Fred Johanson   | Fred Johanson       |
| Artie Green       |                           |                           | Gareth Snook           | Vincent Tumeo      | Vincent Tumeo   | Michael Xavier             | Tomm Coles         | Haydn Oakley    | Preston Truman Boyd |

## Nederlandse productie
De musical was vanaf september 2008 als reizende productie van Joop van den Ende Theaterproducties te zien. De première vond plaats op 10 oktober 2008 in Carré in bijzijn van Mr. Pieter van Vollenhoven. In 2017 produceerde Carré een Engelstalige versie, in het kader van 'Broadway aan de Amstel'.

## Originele Nederlandse Tour Cast
| Rol               | Hoofdvertolker(s) | Understudy('s)                    |
| ----------------- | --- | --------------------------------- |
| Norma Desmond     | Simone Kleinsma en Pia Douwes (afwisselend) |                                   |
| Joe Gillis        | Antonie Kamerling | Jasper Kerkhof                    |
| Betty Schaefer    | Maike Boerdam | Penny Vos, Annemieke van der Meer |
| Max von Mayerling | Peter de Smet | Dick Schaar                       |
| Artie Green       | Jasper Kerkhof |                                   |
| Ensemble          | Derek Blok, Paul Disbergen, Rolf van Rijsbergen, Kelvin Wormgoor, John ter Riet, Dieter Spileers, Penny Vos, Annemieke van der Meer, Jorien Zeevaart, Anne Daliën, Bertine Verbeek, Mo Marcus, Willemijn de Vries |                                   |
| Swing             | Richard Janssen, Bas Timmers, Suzanne de Heij, Caroline Keller |                                   |

## Discografie

### Albums
| Album met eventuele hitnotering(en) in de Nederlandse Album Top 100 | Datum van verschijnen | Datum van binnenkomst | Hoogste positie | Aantal weken | Opmerkingen |
| ------------------------------------------------------------------- | --------------------- | --------------------- | --------------- | ------------ | ----------- |
| Sunset Boulevard - Het Nederlandse Cast Album                       | 2009                  | 14-02-2009            | 18              | 4            |             |

'14-'18 · '40-'45 (België) · '40-'45 (Nederland) · De 3 Biggetjes · 3 Musketiers · Aida · Alice in Wonderland · A xXxmas Carola · Anatevka · Assepoester · Belle en het Beest · Billie Holiday · Bloedbroeders · The Bodyguard · Cabaret · Camelot · Cats · Chicago · Ciske de Rat · Cyrano de Bergerac · De Schone van Boskoop · Daens · Dirty Dancing · Doe Maar! · Domino · Doornroosje · Dracula · Drood · Elisabeth · Evita · Fame · De Finale · Flashdance · Foxtrot · Goodbye, Norma Jeane · Grease · Hair · High School Musical · De Jantjes · Jekyll & Hyde · Jersey Boys · Jesus Christ Superstar · Kadanza · De kleine zeemeermin · Koning van Katoren · Kruimeltje · Kuifje: De Zonnetempel · Kunt u mij de weg naar Hamelen vertellen, mijnheer? · The Last Five Years · Lelies · The Lion King · The Little Mermaid · Love Story · Lover of Loser · Mamma Mia! · De man van La Mancha · Mary Poppins · Les Misérables · Miss Saigon · Muerto! · De Muze van Rubens · My Fair Lady · On Your Feet! · Op hoop van Zegen · Oorlogswinter · The Passion · Pauline & Paulette · The Phantom of the Opera · Pinokkio · Red Star Line · Rembrandt · Robin Hood · Romeo en Julia, van Haat tot Liefde · De Rozenoorlog · Shhh...it happens! · Shrek · Soldaat van Oranje · Spring Awakening · De sprookjesmusical Klaas Vaak · Sneeuwwitje · The Sound of Music · Tarzan · Titanic · Turks fruit · Urinetown · De Vliegende Hollander · Wat Zien Ik?! · Wicked · The Wild Party · The Wiz · Wickie de viking de musical
    Portaal Musical